# Lemonia balcanica
Lemonia balcanica, zuweilen auch als Balkan-Wiesenspinner bezeichnet, ist ein Schmetterling (Nachtfalter) aus der Familie der Wiesenspinner.

## Beschreibung

### Falter
Die Flügelspannweite der Falter beträgt 45 bis 50 Millimeter bei den Weibchen und 35 bis 45 Millimeter bei den Männchen. Die Grundfarbe der Vorder- und Hinterflügeloberseite ist zumeist hell gelbbraun. Auf allen Flügeln hebt sich eine weißliche Querlinie ab, die die etwas verdunkelte Submarginalregion begrenzt. Auf den Vorderflügeln befindet sich ein deutlicher, schwarzbrauner Diskoidalfleck. Die Fühler sind bei den Männchen beidseitig lang und dicht, bei den Weibchen kürzer gekämmt.

### Raupe
Ausgewachsene Raupen haben eine dunkelbraune bis violett braune Farbe und sind dünn weißgelb behaart. Jüngere Stadien zeigen orangefarbene Punktwarzen auf dem Rücken und weißliche Flanken.

## Verbreitung und Lebensraum
Lemonia balcanica kommt in Europa auf dem Balkan vor. Davon leitet sich auch das Art-Epitheton balcanica ab. Außerhalb Europas ist die Art in Afghanistan zu finden. Hauptlebensraum sind hügelige, trockene Gebiete sowie Brachwiesen und Waldränder.

## Lebensweise
Die nachtaktiven Falter bilden eine Generation pro Jahr, die im September und Oktober anzutreffen ist. Sie fliegen künstliche Lichtquellen an. Nahrungspflanzen der Raupen sind Löwenzahn (Taraxacum), Löwenzahn (Leontodon) und Habichtskräuter (Hieracium).